# Catherine Parr
Catherine Parr (ca. 1512 – 5. september 1548), også stavet Katarina, Kathryn, Katherine eller Katharine Parr(e). Selv stavede hun sit navn Kateryn, og hendes signatur som dronning var Kateryn the Quene KP. 
Hun er bedst kendt som den sjette og sidste hustru til kong Henrik 8. af England, som hun overlevede. Hun var også den første engelske dronning, der udgav bøger under sit eget navn;  og den første engelske dronning, der fik en protestantisk begravelse. 

## Familie
Catherine blev født som det ældste barn (der levede til voksen alder) af Thomas Parr, Westmorland (nu Cumbria), efterkommer af kong Edvard 3. af England, og Maud Green, datter af Thomas Green, Northamptonshire. Thomas Parr var sherif af Northamptonshire og skatteinspektør for Henrik 8. Hans kone var en nær ven af og hofdame hos dronning Katharina af Aragonien, og Catherine blev formentlig opkaldt efter dronning Katharina, som skal have været hendes gudmor. Man mente tidligere, at Catherine Parr sandsynligvis blev født på Kendal slot i Westmorland, som hendes slægt havde ejet siden 1300-tallet. Men slottet stod forladt siden 1487, og ved den tid, da Catherine kom til verden, var det meget forfaldent; Sir Thomas foretrak livet ved hoffet i London. Under sit svangerskab gik Maud Parr dronningen til hånde og boede i familiens hus i London-bydelen Blackfriars, hvor Catherine sandsynligvis kom til verden; hendes forældre blev senere begravet i klosterkirken  - nok det sted, der nu udgør kirkegården ved St Anns kirke.  Hun havde en yngre bror, William, senere 1. Marquess af Northampton, og en søster, Anne, senere grevinde af Pembroke.

## Tidlige ægteskaber
Man har indtil for nylig ment, at Catherine blev gift med den ældre Edward Borough i 1529, som syttenårig, men dette er umuligt, da Edward døde i august 1528. Gennem de senere års gennemlæsning af diverse dokumenter, mener Susan James og Linda Porter nu, at hun i stedet giftede sig med Edwards barnebarn, der delte hans fornavn. Edward Borough var den ældste søn af Thomas Borough, og i Catherines mors, Maud Parrs, testamente dateret maj 1529, står skrevet: "Jeg skylder Sir Thomas Borough for ægteskab med min datter."  Denne Edward ville være på Catherines alder, men han døde dog efter få års ægteskab i foråret 1532.
I sommeren 1534 indgik hun et nyt ægteskab med John Neville, 3. baron af Snape i North Yorkshire, men han døde i 1543. Det var i husholdningen hos Henrik 8. og Katharina af Aragoniens datter, Maria 1. af England, at Catherine Parr fangede kongens interesse. Efter at hendes anden ægtemand var død, indledte den rige enke et forhold til Thomas Seymour, yngste bror af den afdøde dronning Jane Seymour, men kongens interesse for hende tvang hende til at acceptere hans ægteskabstilbud.

## Ægteskab og kongens død
Catherine blev gift med Henrik 8. den 12 juli 1543, på Hampton Court Palace. Hun blev den første, der kunne kalde sig "droning over England og Irland", efter at Henrik også havde taget titlen konge af Irland. Som dronning var Catherine delvis ansvarlig for at genforene Henrik med sine to døtre fra tidligere ægteskaber, den senere Maria 1., og efterfølgeren Elizabeth 1. af England. Hun fik også et godt forhold til Henriks søn, den senere kong Edvard 6. af England.
Fra juli til september 1544 blev Catherine udnævnt som stedfortræder for Henrik, da han tog på sin sidste, mislykkede rejse til Frankrig. Takket være Catherines onkel, der var udpeget som medlem af hendes råd, og med hjælp fra Thomas Cranmer (ærkebiskop af Canterbury) og Lord Hertford, fik Catherine fuld kontrol over situationen, og styrede, som hun fandt det tjenligt. Hun tog sig også af Henriks franske rejse, udskrev fem kongelige proklamationer, og holdt løbende kontakt med sin løjtnant i den nordlige Marche, Francis Talbot, som holdt opsigt med den komplekse og ustabile situation med Skotland. Hendes handlinger som regent, hendes karakterstyrke, værdighed og senere religiøse overbevisning, kan i høj grad have påvirket hendes steddatter Elizabeth.
Catherine må have været opdraget som katolik, da hun blev født før reformationen i England. Senere sympatiserede hun med New Faith (= den nye tro).  Det antages, at hun rent faktisk var protestant i midten af 1540'erne, men havde stærke reformerede idéer efter Henrik 8.s død. Hendes anden bog, Lamentacions of a synner (= Klagesange fra en synder), blev offentliggjort i slutningen af 1547, og indeholdt protestantiske idéer, hvilket den katolske kirke anså som kætteri. Det er yderst usandsynligt, at hun udviklede disse synspunkter i den korte tid mellem Henriks død og udgivelsen af bogen. Hendes sympati for Anne Askew, den protestantiske martyr, der stærkt modsatte sig den katolske tro på transsubstantiation, tyder også på, at hun følte mere end blot sympati for denne trosretning. 
Uanset om hun formelt konverterede, hvilket er usandsynligt, var dronningens reform nok til, at hun blev betragtet med mistro af katolske og anti-protestantiske embedsmænd som Stephen Gardiner (biskoppen af Winchester) og Thomas Wriothesley, der forsøgte at vende kongen mod hende i 1546. En arrestordre blev udarbejdet mod hende, og rygter svirrede i hele Europa om, at kongen var tiltrukket af hendes nære veninde Catherine Willoughby, hertuginden af Suffolk, som blev udpeget som hans kommende, syvende hustru. Men hun formåede i tide at formilde konge ved at forsikre, at hun kun havde diskuteret religion med ham for at fjerne hans tanker fra de smerter, hans betændte ben gav ham. 
Kong Henrik 8. af England døde den 28. januar 1547. Han havde sikret enken en pension på ₤ 7.000 om året, som han mente, var passende for hendes situation. Han havde desuden sørget for, at hun efter hans død skulle behandles med den samme respekt, som da han var i live. Af Henriks nærmeste familie var det kun Catherine, der var til stede ved hans begravelse. Hun fulgte ceremonierne fra sin plads bag de udskårne vinduer, højt oppe i Sankt Georgs-kapellet, bygget til ære for afdødes første kone, Katharina af Aragonien. Henrik blev gravlagt ved siden af sin tredje kone, Jane Seymour, der havde født ham en kronprins. 

### Livet efter Henrik 8.
Henriks søn overtog tronen som kong Edvard 6. Catherine bosatte sig på sin yndlingsejendom, Chelsea, og her flyttede den trettenårige prinsesse Elizabeth ind hos sin stedmor. De to havde også boet sammen, mens Henrik var i Boulogne. De havde fælles interesser i studier, hvor Elizabeth var lærerinden, og i religion, hvor Catherine havde lærerrollen. Flytningen blev alligevel til begges ulykke, da den bragte Elizabeth i nær kontakt med sin halvbror kongens yngste morbror, Thomas Seymour. Seymours første plan ser ud til at have været at blive gift med en af Henriks døtre, enten det nu blev Maria eller Elizabeth. Henriks testamente fastslog imidlertid, at døtrenes eventuelle ægteskaber skulle ske med rådets godkendelse, og rådet ville aldrig tillade et forhold til Seymour. Han vendte sig nu til det næstbedste, Henriks enke. Catherine havde tidligere været forelsket i Seymour, og efter tre ægteskaber af pligt, fik hun omsider en mand, hun selv havde valgt. De giftede sig i hemmelighed i april. Dermed blev Thomas Seymour også Elizabeths stedfar. Han var dermed forpligtet til at beskytte og vejlede hende. I stedet for misbrugte han hendes tillid, og han kan også have misbrugt hende seksuelt. 
Kort efter brylluppet blev den 36-årige Catherine for første gang gravid. Hendes ægtemand var optaget af steddatteren. Han havde nøgle til pigens soveværelse, og de rapporteredes, at han hilste hende god morgen ved at stryge hende fortroligt over ryg eller ende, selv om hun ikke var fuldt påklædt. Han stjal små kys fra hende, foran næsen på sin kone. Ved én anledning, i sit eget hus i London, kom han ind til hende "med bare ben", dvs uden bukser på. Ved to anledninger var Catherine sammen med sin mand om at holde Elizabeth fast, mens hun endnu lå til sengs om morgenen, og kilde hende. Senere, ude i haven, holdt Catherine steddatteren fast, mens Seymour klippede pigens kjole i stykker. Det gjaldt måske et væddemål, men Elizabeths guvernante, Kate Ashley, konfronterede Seymour med, at han var i færd med at ødelægge sin steddatters omdømme. Han svarede frækt, at han ville indklage Ashleys "ærekrænkelse", og at han ikke ville ændre sin opførsel, "for jeg mener intet ondt dermed". Hvad Catherine angår, forsøgte hun måske at holde på Seymours kærlighed ved at bistå ham i hans forelskelse i Elizabeth. Inden maj 1548 så hun dog ud til at have indset, at det var gået for langt. Elizabeth rejste for at bo hos Kate Ashleys søster Joan og dennes mand, Sir Anthoney Denny, der spillede en ledende rolle i det nye styre, og dermed kunne beskytte pigen. Joan var ligeså lærd som sin søster, og viste sig at være Elizabeths åndsfrænde. 
Før afrejsen advarede Catherine sin steddatter om, at hendes opførsel havde sat hendes rygte i fare. Elizabeth svarede kun lidt, enten hun nu har følt sig skyldig, eller oplevet stedmoren som den, der allermindst havde noget at bebrejde hende. Kate Ashley mente, Catherine havde været jaloux på pigen. Før fødslen trak Catherine sig tilbage til Seymours hovedsæde, Sudeley. I juli savnede hun sin steddatter. Elizabeth svarede, at hun også savnede hende.
Der pågik en rivalisering mellem Catherine og hendes svigerinde, hertuginden af Somerset, Anne Seymour, der var gift med Thomas' ældre bror Edward Seymour, om Catherines juveler. Hertuginden mente, at Catherine som enkedronning ikke længere havde ret til dem. I stedet skulle hun selv, som Edwards hustru, have ret til dem. Hun påpegede, at ifølge tronfølgeloven kom hertuginden af Somerset efter Henriks døtre Maria og Elizabeth, samt Anne af Kleves, men foran enkedronningen. Til sidst vandt hertuginden frem med dette argument, men hendes forhold til Catherine havde lidt ubodelig skade, og ligeså forholdet mellem de to Seymour-brødre, da Thomas så hele denne strid som et angreb på sin status fra sin egen bror.

## Udgivelser
- Psalms or Prayers, 1544, udgivet anonymt.
- Prayers or Meditations, 1545, den første bog udgivet af en engelsk dronning under eget navn.
- Lamentations of a Sinner, udgivet i 1548, da hun var blevet enke.

## Sidste tid
Catherine fødte 30. august 1548 sit eneste barn, der blev opkaldt efter hendes ældste steddatter Mary. Kun seks dage senere, 5. september, døde Catherine på Sudeley Castle, sandsynligvis af barselfeber.  Hun havde ofte været syg ved svangerskabets begyndelse; men senere havde barnet sparket så kraftigt, at begge forældre var sikre på, at det blev en dreng. Fødslen gik fint, men der kom komplikationer til. Smerter og måske febervildelse fik den gamle jalousi til at blusse op, og Catherine anklagede offentligt sin mand for at have ønsket og måske fremskyndet hendes død. Seymour prøvede at trøste hende, men rygter om, at han havde fået hende forgiftet for at blive gift med Elizabeth, begyndte snart at svirre. Da Catherine 5.september fik skrevet sit testamente efter diktat, efterlod hun alligevel sin mand alt, med ønske om at det måtte blive tusinde gange mere".  Hun omtalte ikke sin nyfødte datter.
Mindre end et år senere, 20.marts 1549, blev Seymour halshugget for forræderi. Det forlød, at han havde planlagt at holde Edvard 6. som gidsel for at gennemtvinge et regeringsskifte på sin ældre brors bekostning. Også Elizabeth blev indkaldt til afhør, og kunne nemt være kommet til at dele hans skæbne.  Det forældreløse spædbarn, Lady Mary Seymour, blev sendt til sin mors veninde Catherine Willoughby, enkehertuginden af Suffolk, for at vokse op i hendes husholdning. Catherines juveler, tøj og personlige papirer blev 20.april sendt til Tower of London. Først halvandet år senere, 17. marts 1550, blev Marys arv tilbageført til hende ved et parlamentsvedtag, hvad der lettede byrden af barnets underhold for hertuginden. Den sidste omtale af Mary i de historiske kilder er et brev fra hendes anden fødselsdag, hvori Catherine Willoughby beder sin ven William Cecil om midler til at dække udgifterne for pigen.  Willoughby omtaler pigen som "dronningens barn" og brød sig tydeligt slet ikke om hende. Selv om rygter fortalte, at Mary voksede op, blev gift og fik børn, er de fleste historikere enige om, at hun døde som toårig på Grimsthorpe slot. Dronning Catherines kapellan John Parkhurst udgav i 1573 digtsamlingen Ludicra sive Epigrammata juvenilia, med et digt tilegnet en navnløs: "Jeg, som min dronningemor betalte med sit liv for at føde med veernes smerte, sover under dette marmor." 

## Graven i Sudeley-slottet
Catherine havde ligget begravet i slottet i over 200 år før hendes gravsted blev genopdaget ved en fejltagelse i 1782. Slottet var da helt forfaldent efter ødelæggelserne under den Engelske Borgerkrig. Catherine er den eneste engelske dronning, der ligger begravet i en privat bygning. Hun lå svøbt i et klæde inde i en blykiste. Da hun blev taget ud, havde hun stadigvæk sit hår, sine tænder og negle, og hendes krop var "blød og fugtig, og vægten av hendes hånd og arm som på en levende krop".  Men inden et år var hun gået i opløsning og lugtede, og en helle blev lagt over hendes grav. Ti år senere besluttede en flok berusede mænd at give hende et bedre hvilested og gravede et hul, men var så fulde, at de fik lagt hende med ansigtet nedad. 
I 1817 blev hun begravet for tredje gang, denne gang i marmor i slotskapellet. Skulpturen på graven stammer fra victoriatiden. Teksten lige ved er kopieret fra den originale indskrift på blykisten.  Teksten lyder: "Here lyethe quene Kateryn wife to Kyng Henry the VIII and last the wife of Thomas, Lord of Sudeley, high admyrall of England and onkle to Kyng Edward the VI."  Kun lokker af hendes hår og en sort tand er stadigvæk udstillet på slottet. Hendes begravelse var den første protestantiske begravelsesgudstjeneste holdt på engelsk. 